# Vårbal

Dansprogram hängande från fingret på dam i balklänning - Hallwylska museet

En vårbal är en bal som anordnas på våren, ofta i maj. 
Inom svenskt studentliv är vårbalen en given tradition sedan 1800-talet. Vid vårbalen är klädseln högtidsdräkt. Före vårbalen samlas man ofta och tar en drink innan man gemensamt tar sig till festlokalen. Efter en stor middag med tal och allsånger är det pardans till orkester, ofta ett storband. Ibland kan det hända att man vid middagen har förberett sig genom att i förväg fråga om lov. Namnen på de man ska dansa med skriver man upp i ett speciellt dansprogram som finns för varje deltagare vid bordet.
Kvällen före vårbalen hör till det till traditionen i flera studentstäder att herrarna sjunger serenader för sina vårbalsdamer.